# Parmotrema maraense
Parmotrema maraense är en lavart som beskrevs av Hale. Parmotrema maraense ingår i släktet Parmotrema och familjen Parmeliaceae.   Inga underarter finns listade i Catalogue of Life.